# Franco van Luik
Franco van Luik (Franco Leodiensis, 1015/1020 - rond 1083) was een 11e-eeuwse geestelijke en wiskundige.

kwadratuur van de cirkel, zoals opgelost door Franco van Luik

Hij was een student van Adelman van Luik, die scholaster was van het kapittel van Sint-Lambertus, verbonden aan de toenmalige Sint-Lambertuskathedraal van de prins-bisschoppen van Luik. Later werd Franco zelf scholaster van Luik. Een van zijn leerlingen was Cosmas van Praag, de eerste kroniekschrijver van de geschiedenis van Bohemen. Cosmas studeerde 5 jaar in Luik. Franco was eveneens proost van het kapittel van Onze-Lieve-Vrouwe te Maastricht dat onder de hoede stond van het Sint-Lambertuskapittel, het moederkapittel in Luik. Hij maakte zijn neef Litfrid pastoor in Rosmeer.
Franco van Luik is vooral bekend door zijn werk in de Euclidische meetkunde. Hij schreef een verhandeling over de kwadratuur van de cirkel. Hij droeg dit werk op aan zijn aartsbisschop, Herman van Keulen, bijgenaamd de Edele.

## Werken
- De Quadratura Circuli Specimen, redactie door Abbé Migne, Patrologia Latina, 143, col. 1373-1376, te raadplegen op Documenta Catholica Omnia

- Biografisch Portaal: 87439652
- Gemeinsame Normdatei: 100941567
- Virtual International Authority File: 59442530
- WorldCat: E39PBJyWMVTgjtM7PwfVccqbBP